# فرناندو سيلفا (عداء سريع)
فرناندو سيلفا (بالبرتغالية: Fernando Silva‏) هو عداء سريع برتغالي، ولد في 10 يناير 1952.

## وصلات خارجية
- فرناندو سيلفا على موقع الاتحاد الدولي لألعاب القوى (الإنجليزية)
- فرناندو سيلفا على موقع الاتحاد الأوروبي لألعاب القوى (الإنجليزية)
- فرناندو سيلفا على موقع أوليمبيديا (الإنجليزية)